# Gerd Hauser
Gerd Hauser (* 8. März 1948 in Bad Kissingen; † 10. August 2015) war ein deutscher Bauphysiker, der wichtige Beiträge auf dem Gebiet der Energieeffizienz im Gebäudesektor geleistet hat.

## Leben und Wirken
Gerd Hauser war der Sohn des Stadtbaumeisters Ernst Hauser und dessen Ehefrau Katharina Hauser. Er besuchte von 1954 bis 1958 die Volksschule und anschließend bis 1967 das Realgymnasium in Bad Kissingen, wo er das Abitur ablegte. Von 1967 bis 1972 studierte er an der Technischen Universität München und schloss dieses Studium als Diplom-Maschinenbauingenieur ab.
Von 1972 bis 1977 war Hauser Wissenschaftlicher Mitarbeiter im Fraunhofer-Institut für Bauphysik der Fraunhofer-Gesellschaft. Schwerpunkt seiner Tätigkeit waren theoretische Untersuchung zum thermischen Verhalten von Gebäuden. 1977 wurde er mit einer Arbeit zum Thema „Rechnerische Vorherbestimmung des Wärmeverhaltens großer Bauten“ am Fachbereich Baukonstruktion der Universität Stuttgart promoviert. Für diese Arbeit wurde ihm der Preis der Freunde der Universität Stuttgart verliehen.
Von 1977 bis 1983 arbeitete er als Oberingenieur im Fachgebiet Bauphysik und Baustofflehre der Universität-Gesamthochschule Essen. Während dieser Zeit hatte er von 1978 bis 1979 einen Lehrauftrag an der Universität Stuttgart.
Von 1983 bis 2004 war Hauser Professor für Bauphysik im Fachbereich Architektur (1983–2003) bzw. im Fachbereich Architektur, Stadtplanung, Landschaftsplanung (2003–2004) der Universität Kassel. Die seinerzeit an der Universität Kassel und auch in der Gesellschaft für Rationelle Energieverwendung im Sinne von Energieeffizienz auch gemeinsam tätigen Hochschullehrer Gerd Hauser und Gerhard Hausladen mit ihrem „Energiekennzahl-System“ von 1 bis 10 für den wohnflächenbezogenen Energiebedarf (bekannt auch als: „Energiepass-Methode nach Hauser/Hausladen“) und mit ihrer einschlägigen Forschungsarbeit zum Wärmeschutz mit dem vom  Fraunhofer-Informationszentrum Raum und Bau (IRB) in 1995 veröffentlichten  Titel  „Energiepass: energetische Bewertung von Wohngebäuden“ gelten im übertragenen Sinne als „Väter des heutigen Energieausweises“. Im Jahr 1990 erhielt er einen Ruf als ordentlicher Professor an die Eidgenössische Technische Hochschule Zürich, den er jedoch ablehnte.
Seit 2004 war Gerd Hauser Professor für Bauphysik der Fakultät für Bauingenieur- und Vermessungswesen der Technischen Universität München und Leiter des Fraunhofer-Instituts für Bauphysik IBP mit den Standorten Stuttgart, Holzkirchen und Kassel.
Hauser gründete 1999 das Zentrum für Umweltbewusstes Bauen e. V., in dem er als Vorstand tätig war. Zwischen 2006 und 2012 war Hauser Vorsitzender der Jury vom „Prom des Jahres“, einem von Kurt E. Becker konzipierten, öffentlich ausgeschriebenen Wettbewerb um die energieeffizienteste gewerblich oder öffentlich genutzte Immobilie Deutschlands, unterteilt in drei Kategorien und pro Kategorie dotiert mit einem Preisgeld von je 20.000 Euro. Zwischen 2008 und 2013 wurde der von RWE mäzenatisch geförderte Preis insgesamt fünfmal verliehen.
Gerd Hauser hatte aus seiner ersten Ehe eine Tochter. Er war in zweiter Ehe seit 2006 mit Helga geb. Bolte verheiratet.

## Wissenschaftliche Leistungen
Gerd Hauser leistete wichtige Beiträge im Zusammenhang mit der Energieeffizienz im Gebäudesektor. Dazu gehören:
- die Entwicklung des ersten voll-dynamischen Simulationsprogramms zur Berechnung des thermischen Verhaltens ganzer Gebäude in Deutschland
- die Erarbeitung von Standardwerken zur Behandlung von Wärmebrücken
- die Beratung der Bundesregierung bei der Erstellung und jeweiligen Novellierungen der Wärmeschutzverordnungen sowie der Energieeinsparverordnungen
- die Funktion als Obmann des entsprechenden DIN-Normungsausschusses für Wärmeschutz im Hochbau
- das Promoten des Energiespargedankens durch seine Funktion als Vorsitzender der Gesellschaft für Rationelle Energieverwendung von 1986 bis 2014, durch den Vorsitz des Fachverbandes Luftdichtheit im Bauwesen seit 2004 und den Vorsitz des Zentrum für Umweltbewusstes Bauen e. V. seit 1999
- die Entwicklung des ersten Energiepasses zur energetischen Kennzeichnung von Gebäuden in Europa

Über die speziellen Forschungsthemen hinaus hat Gerd Hauser etwa 250 Fachpublikationen in den Gebieten der thermisch-energetischen Bauphysik, allgemeinen baukonstruktiven Fragestellungen und der Anlagentechnik in Fachzeitschriften und Büchern verfasst. Besondere Verbreitung fanden neben den Wärmebrückenatlanten für den Mauerwerks- und den Holzbau auch Informationsschriften wie die GRE-Broschüre „Energieeinsparung im Gebäudebestand“.
Neben seiner Tätigkeit als Autor war Gerd Hauser wissenschaftlicher Beirat der Zeitschrift Bauphysik.

## Gerd-Hauser-Preis
Seit dem Jahr 2018 lobt die Gesellschaft für Rationelle Energieverwendung alle zwei Jahre den Gerd-Hauser-Preis aus. Damit werden herausragende Dissertationen von überdurchschnittlicher Bedeutung in Theorie und Praxis gewürdigt. Dotiert ist die Auszeichnung mit 2000 Euro. Gestiftet wurde der Preis vom BuVEG Bundesverband energieeffiziente Gebäudehülle.
Preisträger
- Simon Schmidt (2018)
- Hayder Alsaad (2020)